# 薩內韋爾德冰川
85°26′S 176°25′W / 85.433°S 176.417°W
薩內韋爾德冰川（英語：Zaneveld Glacier）是南極洲的冰川，位於杜費克海岸，流經羅伯茲山和丘默勒斯山，最終注入沙克爾頓冰川上游，以美國研究隊的生物學家命名。